# Tiziana Fasso
Tiziana Fasso (Treviso, 27 giugno 1953) è un'ex cestista italiana.

## Carriera
Con l'Italia ha disputato i Campionati mondiali del 1975 e tre edizioni dei Campionati europei (1974, 1976, 1978).